# Anders Koskull (politiker)
Anders Magnus Koskull, född 8 mars 1831 i Aringsås socken i Kronobergs län, död 24 februari 1883 på Engaholms gods i Aringsås, var en svensk kammarherre och riksdagsman.
Anders Koskull var son till Carl Gustaf Koskull och ägare till fideikommisset Engaholms gods i Kronobergs län. Han blev kammarherre 1861 och var som riksdagsman ledamot av Ridderskapet och adeln 1865/1866 samt ledamot av första kammaren 1867–1881, invald i Kronobergs läns valkrets.